# Saint-Jean-du-Corail
Ne pas confondre avec Saint-Jean-du-Corail-des-Bois, également appelé Saint-Jean-du-Corail jusqu'en 1956
Pour les articles homonymes, voir Saint-Jean.
Saint-Jean-du-Corail est une ancienne commune française du département de la Manche et de la région Normandie, devenue le 1er janvier 2016 une commune déléguée au sein de la commune nouvelle de Mortain-Bocage.
Elle est peuplée de 257 habitants.

## Géographie
La commune est dans le Mortainais. Son bourg est à 5,5 km au sud de Mortain, à 9 km au nord du Teilleul, à 15 km à l'est de Saint-Hilaire-du-Harcouët et à 21 km à l'ouest de Domfront.
Saint-Jean-du-Corail est dans le bassin de la Sélune qui délimite le territoire au sud. Deux de ses affluents bordent le territoire communal : la rivière Saint-Jean (ou la Meude) à l'ouest et le ruisseau de Chenilly à l'est. Un troisième affluent plus modeste parcourt le centre-sud de la commune.
Le point culminant (311 m) se situe au nord-est, en forêt de la Lande Pourrie. Le point le plus bas (77 m) correspond à la sortie de la Sélune du territoire, au sud-ouest. La commune est bocagère.
| Bion (comm. nouv. de Mortain-Bocage)                  |                                  | Saint-Clément-Rancoudray (comm. ass. de Rancoudray) |
|                                                       | Saint-Jean-du-Corail             | Barenton                                            |
| Notre-Dame-du-Touchet (comm. nouv. de Mortain-Bocage) | Husson (comm. nouv. du Teilleul) |                                                     |

## Toponymie
Le nom de la localité est attesté sous les formes Sanctus Jacobus vers 1040, Saint Jehan jouxte Bion en 1398, Saint Jehan du Coureil en 1401, Saint Jehan du Courail en 1491, Saint Jehan de Corel en 1493.
Saint-Jean est le nom usuel de saint Jean le Baptiste[réf. nécessaire].
L'ancien français corail signifie « barrière ». René Lepelley attribue l'origine de cette désignation à un terrain fermé.
Le gentilé est Saint-Jeannais.

## Histoire
L'histoire de Saint-Jean-du-Corail est ancienne. Son origine remonterait au XIIe siècle, lors de sa séparation du fief voisin, Bion. Dans le passé, le sol ferrugineux a favorisé le développement de la commune. Dès 1793, du minerai de fer a été extrait sur les terres de l'actuel château de Bourberouge, sous l'impulsion de Collet de Saint James, maître de forges à Champsecret. L'usine métallurgique de transformation de fonte et de fer est reprise et remise en état en 1800 par Bachelier d'Arges et Inglemares y employa jusqu'à 300 personnes mais cessa ses activités en 1862, après avoir été racheté avec la forêt par Pracomtal en 1823 .

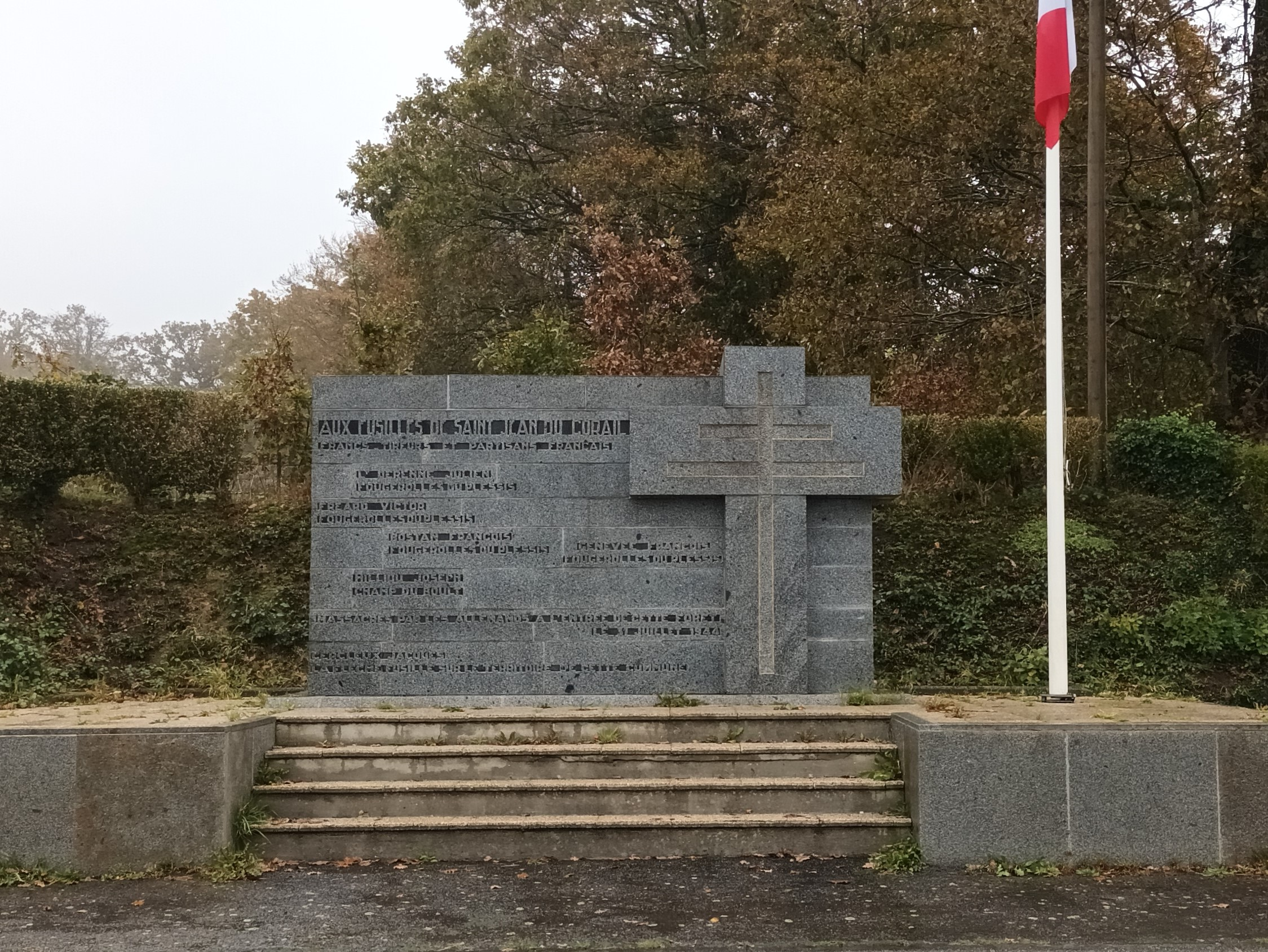
Mémorial de la résistance près du château de Bourberouge.

Dans un passé plus récent de la commune, au cours de la Seconde Guerre mondiale, la région de Saint-Jean-du-Corail fut un haut lieu de la Résistance en représailles de quoi plusieurs de ses habitants furent victimes de la barbarie nazie. Le 31 juillet 1944, cinq résistants de Fougerolles-du-Plessis furent capturés, emprisonnés dans le château de Bourberouge puis conduits dans une carrière voisine pour y être fusillés par l'occupant. Dans le but de maquiller cette exécution en accident, les nazis ont fait exploser une charge qui a enseveli leurs victimes sous une couche de pierres, mais un témoin qui avait assisté à la tragédie a pu dénoncer la supercherie. Un monument érigé en bordure de la D907 rappelle cet épisode tragique.
Le 1er janvier 2016, Saint-Jean-du-Corail intègre, avec quatre autres communes, la commune de Mortain-Bocage  créée sous le régime juridique des communes nouvelles instauré par la loi no 2010-1563 du 16 décembre 2010 de réforme des collectivités territoriales. Les communes de Bion, Mortain, Notre-Dame-du-Touchet, Saint-Jean-du-Corail et Villechien deviennent des communes déléguées et Mortain le chef-lieu.

## Politique et administration
| Période                                  | Période       | Identité                     | Étiquette | Qualité |
| ---------------------------------------- | ------------- | ---------------------------- | --------- | --- |
| 1860                                     | 1862          | Hippolyte Sauvage            |           | Avocat |
| 1881                                     | 1889          | Adrien Gaudin de Villaine    |           | Député de la Manche (1885-1889) Conseiller général du canton de Mortain (1883-1930) Sénateur de la Manche (1906-1930) |
| juillet 1944                             | décembre 1944 | Charles Gaultier de Carville |           | |
| 1945                                     | 1969          | Jean Jourdain de Thieulloy   |           | Ingénieur agronome Châtelain de Bourberouge Mort en fonction                                                          |
| 1969                                     | 1987          | Victor Gautier               |           | |
| 1987                                     | mars 2001     | Théophile Le Monnier         |           | |
| mars 2001                                | décembre 2015 | Jean-Paul Boulet             | SE        | Agriculteur |
| Les données manquantes sont à compléter. |               |                              |           | |

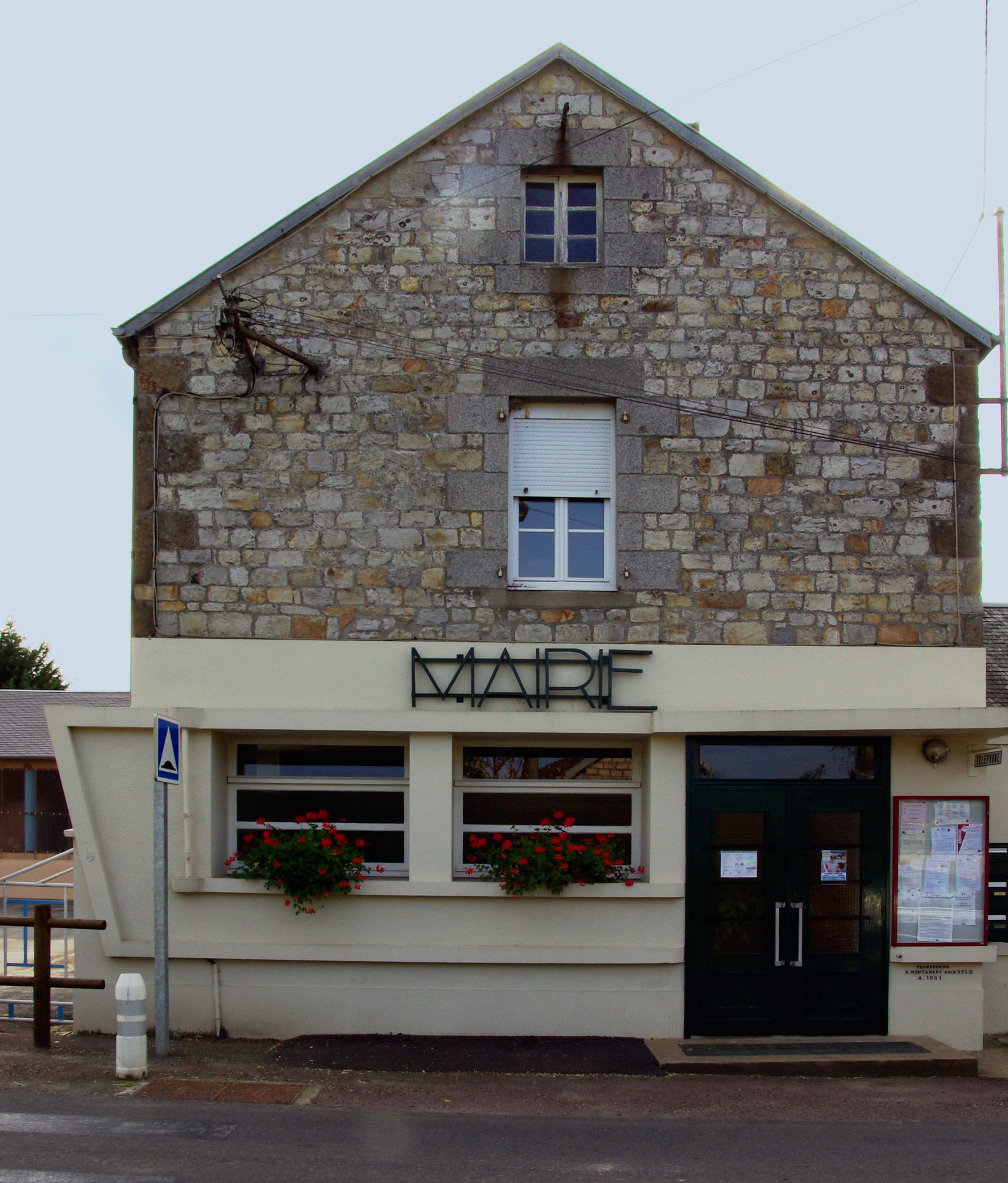
La mairie.

Le conseil municipal était composé de onze membres dont le maire et deux adjoints . Ces conseillers intègrent au complet le conseil municipal de Mortain-Bocage le 1er janvier 2016 jusqu'en 2020 et Jean-Paul Boulet devient maire délégué.

## Démographie
En 2021, la commune comptait 257 habitants. Depuis 2004, les enquêtes de recensement dans les communes de moins de 10 000 habitants ont lieu tous les cinq ans (en 2006, 2011, 2016, etc. pour Saint-Jean-du-Corail) et les chiffres de population municipale légale des autres années sont des estimations.
Saint-Jean-du-Corail a compté jusqu'à 729 habitants en 1851.
| 1793 | 1800 | 1806 | 1821 | 1831 | 1836 | 1841 | 1846 | 1851 |
| ---- | ---- | ---- | ---- | ---- | ---- | ---- | ---- | ---- |
| 672  | 724  | 722  | 701  | 648  | 633  | 644  | 666  | 729  |

| 1856 | 1861 | 1866 | 1872 | 1876 | 1881 | 1886 | 1891 | 1896 |
| ---- | ---- | ---- | ---- | ---- | ---- | ---- | ---- | ---- |
| 694  | 676  | 644  | 599  | 617  | 599  | 608  | 604  | 580  |

| 1901 | 1906 | 1911 | 1921 | 1926 | 1931 | 1936 | 1946 | 1954 |
| ---- | ---- | ---- | ---- | ---- | ---- | ---- | ---- | ---- |
| 550  | 521  | 523  | 422  | 434  | 412  | 446  | 446  | 456  |

| 1962 | 1968 | 1975 | 1982 | 1990 | 1999 | 2006 | 2011 | 2016 |
| ---- | ---- | ---- | ---- | ---- | ---- | ---- | ---- | ---- |
| 455  | 389  | 350  | 342  | 311  | 283  | 270  | 261  | 239  |

| 2019 | - | - | - | - | - | - | - | - |
| ---- | - | - | - | - | - | - | - | - |
| 237  | - | - | - | - | - | - | - | - |

## Lieux et monuments
La commune de Saint-Jean-du-Corail a compté jusqu'à quatre châteaux qui n'appartenaient pas aux mêmes familles. À noter que les trois propriétés subsistantes sont privées et ne se visitent pas.
Le château de Moissey qui n'existe plus aujourd'hui. Il s'agissait d'un château fort qui fut érigé vers le milieu du Xe siècle. Le démantèlement de ses tours fut ordonné au XVIIe siècle par Louis XIII, en représailles contre le seigneur du château, qui était huguenot. Les derniers possesseurs du château furent les de Vauborel, illustre famille du Mortainais. Faute d'entretien, il disparut à la fin du XVIIIe siècle.
Hormis le château du Bois d'Husson (XIXe siècle) dont le jardin est inscrit à l'Inventaire général du patrimoine culturel et celui de Saint-Jean avec sa chapelle (XVIIIe – XIXe siècle) qui fut occupé au début de juillet 1944 par les services allemands, Gestapo et tribunal militaire, à la suite du repli de ces derniers de Saint-Lô à Saint-Jean-du-Corail.
Un autre château marqua l'histoire de la commune, celui de Bourberouge (XIXe siècle). Le château moderne fut construit vers 1838 par la famille de Pracomtal, dont le tombeau se trouve aujourd'hui dans le cimetière de Bion. Le chevalier de Pracomtal avait racheté l'ancien domaine des comtes de Mortain : les halles, le château et sa place à Mortain, la prison de Tinchebray, le haut fourneau de Bourberouge et 3 500 hectares de la forêt de la Lande Pourrie. L'extraction du minerai de fer avait débuté depuis 1793 à Bourberouge. C'est Athanase de Pracomtal (1793-1840), châtelain de Bourberouge, maître des forges, qui fut le promoteur de l'usine métallurgique de Bourberouge qui employa jusqu'à 300 ouvriers. 
Aujourd'hui, le bourg de Saint-Jean-du-Corail a conservé quelques-unes de ses anciennes maisons, notamment la maison des brigadiers du sel (propriété privée qui ne se visite pas) qui existe encore aujourd'hui à un carrefour du bourg. Son existence a pour origine le trafic du sel : tandis que les riverains de la baie du mont Saint-Michel étaient exemptés de gabelle, l'impôt sur le sel, Saint-Jean-du-Corail constituait la frontière avec le territoire voisin qui devait s'en acquitter.
L'église Saint-Jean-Baptiste (XVIIe – XVIIIe siècles), initialement chapelle paroissiale construite par les châtelains, fut remaniée au XVIIIe siècle et restaurée en 1874. Elle abrite une quinzaine d’œuvres inscrites au titre objet aux monuments historiques dont un bénitier du XVIIe et des fonts baptismaux du XVIe. La croix du cimetière date de 1626, et trois de ses tombeaux sont remarquables : celui de Jean Roblin, curé de Saint-Jean-du-Corail et ceux de deux officiers de la Légion d'honneur.
Sur la D 587, la croix aux Morts dont le nom viendrait de sa situation au carrefour de chemins empruntés par les Maures daterait du XVIIe siècle. La croix de cimetière quant à elle date de 1676.
En 1896, l'archéologue Léon Coutil signalait la présence dans la forêt de la Lande Pourrie, des restes d'un dolmen formé de deux pierres debout recouvertes par une pierre horizontale et d'un tumulus sous lequel des cendres, des charbons et deux haches avaient été trouvés. Ces deux monuments ont totalement disparu.
On a dénombré, par le passé, la présence de trois moulins, un à blé, un à huile et un à cuivre.